# Megacyllene rufofemorata
Megacyllene rufofemorata är en skalbaggsart som beskrevs av Di Iorio 1997. Megacyllene rufofemorata ingår i släktet Megacyllene och familjen långhorningar. Inga underarter finns listade i Catalogue of Life.